# Phil Mason
Philip E. Mason (ur. w 1972)
 – brytyjski videobloger, który zamieszcza na YouTube filmy krytykujące kreacjonizm, religię, pseudonaukę i feminizm, pod pseudonimem Thunderf00t. Pracuje jako naukowiec w dziedzinach: chemia i biochemia w Instytucie Chemii Organicznej i Biochemii Akademii Nauk Republiki Czeskiej.

## Wczesne życie
Mason uzyskał tytuł licencjata (BSc 2: 1) (1993) i doktorat (1997) z chemii na Uniwersytecie w Birmingham. Promotorem jego pracy doktorskiej: Novel Architectures in Polymer Chemistry był I. W. Parsons. Od 2003 r., do co najmniej sierpnia 2010 r. Mason związany był z Uniwersytetem w Bristolu.

## Kariera naukowa
Mason pracował na Wydziale Nauk o Żywności Uniwersytetu Cornell od 2002 do 2012, gdzie studiował interakcje molekularne między cząsteczkami wody i cukru, a także modelowaniem molekularnym białek i roztworów guanidyniowych. Od 2013 r. Pracuje w Instytucie Chemii Organicznej i Biochemii Akademii Nauk Republiki Czeskiej jako członek grupy badawczej kierowanej przez Pavela Jungwirtha.
Mason był głównym autorem w artykule naukowym, opublikowanym w Nature Chemistry, gdzie dowodził, że reakcje metali alkalicznych z wodą mogą powodować wybuchy Coulomba (Coulomb explosion). Mason był współautorem 34 prac naukowych, z których jest głównym autorem 20.

## Aktywność online
Na swoim koncie na YouTube Thunderf00t zrealizował serię filmów "Dlaczego ludzie śmieją się z kreacjonistów?"
, koncentrując się głównie na argumentach Kenta Hovinda z jego publicznych wykładów. Socjolog Richard Cimino opisał wydźwięk tych filmów jako "głos profesjonalnego, dobrze wykształconego i zrozumiale się wyrażającego brytyjskiego eksperta akademickiego obnażającego irracjonalne zachowania i postawy ludzi wierzących".
. Mason (pierwotnie znany tylko jako Thunderf00t) dyskutował z kreacjonistą VenomFangX, blogerem z YouTube, który popiera kreacjonizm, w szeregu publicznych wymian, które trwały prawie dwa lata. Mason znany jest również z odpowiedzi na argumenty Raya Comforta oraz stronnika teorii ID Caseya Luskina.
Jego konto na Twitterze zostało tymczasowo zawieszone w dniu 19 września 2014 r. za rzekome angażowanie się w nadużycia wobec Anity Sarkeesian i innych feministek. Mason przypuszczał, że przeciwko niemu została zamontowana krótkotrwała kampania mająca na celu zablokowanie jego konta.